# Monte Graciosa
Monte Graciosa är ett berg i Kap Verde.   Det ligger i kommunen Concelho do Tarrafal, i den södra delen av landet, 50 km nordväst om huvudstaden Praia. Toppen på Monte Graciosa är 508 meter över havet. Monte Graciosa ligger på ön Santiago.
Terrängen runt Monte Graciosa är lite kuperad. Havet är nära Monte Graciosa västerut. Runt Monte Graciosa är det tätbefolkat, med 266 invånare per kvadratkilometer.. Närmaste större samhälle är Tarrafal, 2,1 km söder om Monte Graciosa. 